# Rhynchobatus luebberti
Rhynchobatus luebbertiは、シノノメサカタザメ科に属するエイの一種である。
モーリタニアからアンゴラまでの大西洋東部に分布し、水深35メートル以浅の沿岸に生息する。大西洋東部に産する唯一のトンガリサカタザメ属魚類であり、同じくモーリタニアに分布する同科のRhynchorhina mauritaniensisとは、吻の形状から容易に見分けることができる。最大で全長300センチメートルになる。小さな硬骨魚や無脊椎動物を捕食する。産仔数は2-5で、出生時は79-85センチメートル程度。